# Ligne d'Avallon à Nuits-sous-Ravières
La ligne d'Avallon à Nuits-sous-Ravières est une ancienne ligne de chemin de fer française à voie normale entre Avallon et Nuits-sous-Ravière (aujourd'hui Nuits ou Nuits-sur-Armançon), gérée par la Compagnie des chemins de fer de Paris à Lyon et à la Méditerranée (PLM).

## Histoire
La liaison ferrée transversale entre Avallon et Nuits est envisagée par les pouvoirs publics dès les années 1860. Il s'agit d'améliorer les relations entre les sous-préfectures que sont Avallon et Montbard. La ligne a été concédée à titré éventuel à la Compagnie des chemins de fer de Paris à Lyon et à la Méditerranée par une convention entre le ministre secrétaire d'État au département de l'Agriculture, du Commerce et des Travaux publics et la compagnie signée le 1er mai 1863. Cette convention a été approuvée par un décret impérial le 11 juin 1863. Pourtant, sa réalisation se fait attendre, par suite de problèmes administratifs mais aussi à cause de la guerre de 70. 
C'est justement la guerre qui met en évidence l'importance stratégique de liaisons ferrées est-ouest, capables d'acheminer rapidement troupes, ravitaillement et munitions vers le front de l'est. Aussi, dès 1872, la décision est prise de mettre à l'étude une liaison entre Clamecy, Avallon et Nuits, où l'on rejoindrait la ligne de Nuits à Châtillon-sur-Seine, ainsi que la ligne impériale.
La ligne est déclarée d'utilité publique par une loi le 31 décembre 1875.
Après des années de tergiversations, entre les hésitations des Ponts et Chaussées et du Conseil Général, les querelles attisées par les intérêts divergents des uns et des autres, les affrontements de politique locale, le tracé définitif est enfin approuvé le 24 juillet 1877. Les travaux de construction sont autorisés par une loi 14 juin 1878.
La ligne est concédée à titre définitif à la Compagnie des chemins de fer de Paris à Lyon et à la Méditerranée par une convention signée entre le ministre des Travaux publics et la compagnie le 26 mai 1883. Cette convention est approuvée par une loi le 20 novembre suivant.
Mais l'achat des terrains et les travaux vont eux aussi s'éterniser, et il faut attendre les 24 et 25 novembre 1888 pour inaugurer la ligne, ouverte le 10 novembre. Et encore partiellement, car les travaux ne sont achevés que deux ans plus tard !
Malgré les espoirs qu'elle avait suscités, la ligne ne connaît qu'une faible fréquentation, autant pour les voyageurs que pour les marchandises. Dès 1898, une plaque tournante est supprimée en gare d'Athie-Provency. Chaque jour circulent trois trains mixtes, dont l'inconfort et la lenteur sont proverbiaux (25 km/h de moyenne). La Compagnie P.L.M., gérant la ligne à l'économie, se refusera toujours à moderniser le matériel. Quant aux correspondances, tant à Nuits pour Paris qu'à l'Isle pour Laroche, elles sont médiocres et occasionnent de nombreuses réclamations.
Le 19 juillet 1932, arguant des mauvais résultats de la ligne, le PLM demande à l'administration l'autorisation de la remplacer par un service d'autocars. Malgré les vives protestations des élus locaux, tel le conseiller général Georges Bidault de l'Isle, qui demandent la mise en place d'autorails, le ministère des transports autorise la substitution. Seul un train de marchandises quotidien est maintenu. Malgré quelques circulations de trains pendant la Seconde Guerre mondiale, la ligne est définitivement fermée en 1952.
La ligne (PK 231,00 à 271,490) est déclassée en totalité par décret le 12 novembre 1954.
Seuls subsistent aujourd'hui les gares, hangars et passages à niveau si caractéristiques du PLM, ainsi que des tronçons de talus dont on peut suivre les courbes régulières sur les cartes topographiques et sur les photos aériennes.

## Exploitation

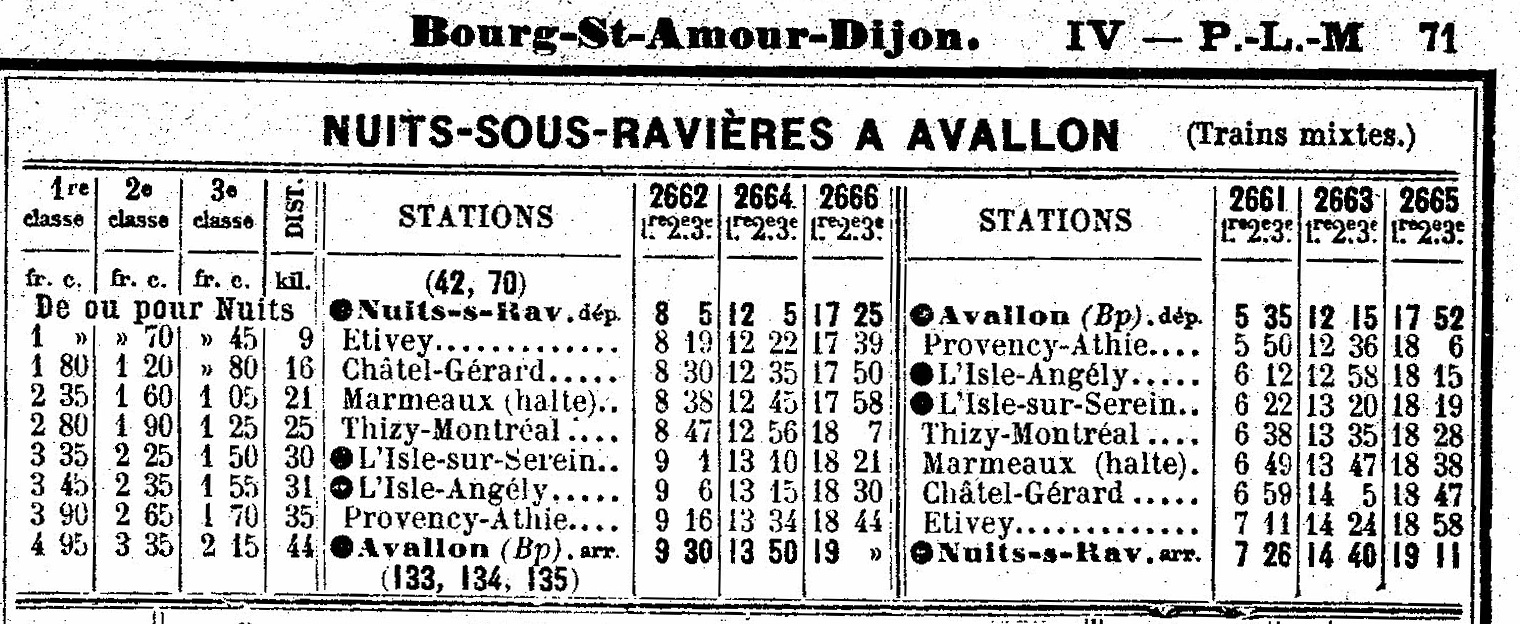
Horaires de la ligne en mai 1914.

## Infrastructure

### Gares, stations et haltes
- Avallon (Gare Terminus)
- Athie - Provency
- L'Isle-Angely
- L'Isle-sur-Serein
- Thizy - Montréal
- Marmeaux (halte ouverte en 1899)
- Châtel-Gérard
- Étivey
- Nuits-sous-Ravière (Gare Terminus)

La gare de L'Isle-Angely, commune avec la CFD, permet aux voyageurs de bifurquer sur la voie ferrée d'intérêt local en direction de Laroche, surnommé le Tacot du Serein.

## Sources